# Buseto Palizzolo
Buseto Palizzolo là một đô thị ở tây nam Sicilia, Italia, thuộc tỉnh Trapani. Đô thị này có dân số 3.170 người.